# Футбольная федерация Нигерии
Футбо́льная федера́ция Ниге́рии (англ. Nigeria Football Federation), ранее известная как Футбо́льная ассоциа́ция Ниге́рии (англ. Nigeria Football Association) — организация, осуществляющая контроль и управление футболом в Нигерии. Располагается в Абудже.
ФФН основана в 1945 году, вступила в ФИФА и в КАФ в 1960 году. В 1975 году стала членом-основателем Западноафриканского футбольного союза. Федерация организует деятельность и управляет национальными сборными по футболу (мужской, женской, молодёжными). Под эгидой федерации проводятся мужской и женский чемпионаты Нигерии, а также многие другие соревнования.

## Дисквалификация от ФИФА

### 2010
После неудачного выступления мужской сборной на чемпионате мира 2010 года президент страны Гудлак Джонатан запретил ей участвовать в международных играх на протяжении двух лет, за которые планировалось провести реорганизацию системы подготовки футболистов и коррупционные схемы в федерации. Поскольку ФИФА запрещает правительству вмешиваться в дела национальных ассоциаций, она пригрозила нигерийцам исключением из своих рядов. В итоге, Джонатан отозвал свой указ, а федерация уволила трёх своих высших руководителей, поэтому к Нигерии не были применены санкции.
Осенью 2010 года суд Нигерии отстранил избранных членов исполнительного комитета ФФН от выполнения своих обязанностей, а национальный спортивный комитет снял с поста генерального секретаря федерации. При этом в стартовавшем 2 октября чемпионате страны по решению министра спорта приняли участие вылетевшие в прошлом сезоне в Национальную лигу четыре команды. Перечисленные события вынудили ФИФА отстранить нигерийские клубы и сборные от международных соревнований до тех пор, пока эти решения не будут отменены, а чиновники не вернутся к работе. После того, как в конце октября правительство Нигерии вернуло на пост генерального секретаря Мусу Амаду и прекратило уголовное преследование некоторых из ранее отстранённых чиновников, ФИФА отменила своё наказание.

### 2014
После выступления мужской сборной на чемпионате мира 2014 года министр спорта Нигерии Тэмми Данагого уволил президента ФФН и на его место назначил Лоуренса Катикена, что стало причиной второй дисквалификации организации от ФИФА.